# Resan till Reims

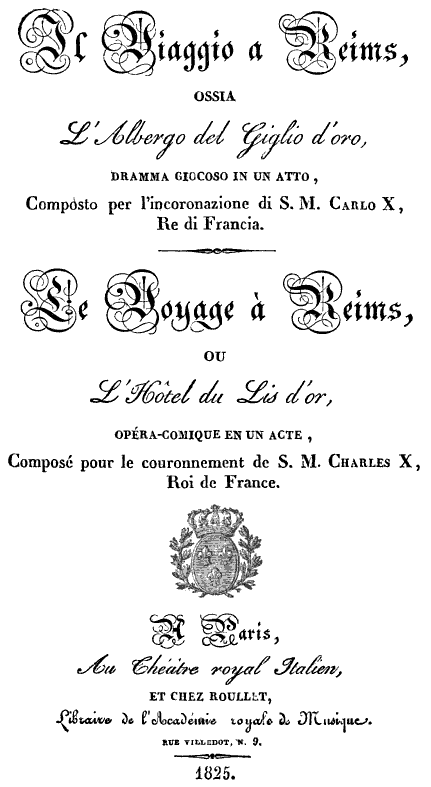
Librettots titelsida, Paris 1825.

Resan till Reims (på italienska Il viaggio a Reims, ossia L'albergo del giglio d'oro (Resan till Reims eller Hotellet den gyllene liljan), är en opera buffa komponerad 1825 av Gioacchino Rossini i tre akter till ett libretto av Luigi Balocchi, som delvis bygger på Corinne, ou L'Italie av Mme de Staël.

## Historia
Rossinis sista opera med libretto på italienska, och den första skriven i Frankrike, komponerades till kung Karl X:s kröning i katedralen i Reims i juni 1825. Sedan i slutet av 1824 var Rossini konstnärlig ledaren för teatern Comédie-Italienne och librettot var skrivet av Luigi Balocchi, som var teaterns scenmästare. Verket är därför heller ingen typisk opera med handling, utan snarare en scenisk kantat. 
Rossini var medveten om den franska publikens kräsna smak och gick metodiskt till väga. Förutom att operan var en ärehyllning till den nya kungen hade den två andra funktioner. För det första tjänade den som ett underhållande paradstycke för teaterns operastjärnor. Operan innehåller 14 huvudroller: tre sopraner, en alt, två tenorer, fyra barytoner och fyra basar. Även orkestern förstärkes med solister och på scenen dansade en balett med ett fyrtiotal dansare. För det andra tjänade operan delvis som en satirisk uppgörelse med Corinnes roman med dess "romantisk-dekadenta, pseudo-heroiska element". Operan hade premiär den 19 juni 1825 på Comédie-Italienne under sin franska titel  Le voyage à Reims, ou l'Hôtel du Lys-d'Or och framfördes fyra gånger. Eftersom operan komponerades till ett sådant specifikt tillfälle räknade Rossini aldrig med att operan skulle framföras i framtiden. Senare skulle han återanvända hälften av musiken i Greve Ory.
1848 gjorde librettisten Jean-Henri Dupin en icke-auktoriserad tvåaktsopera av verket med titeln Andremo a Parigi som framfördes den 26 oktober 1848 på Comédie-Italienne. Där bestod handlingen inte av ett besök av en kung, utan om en hotellgäst som beslutar sig för att fara och beskåda gatustriderna i samband med Februarirevolutionen 1848 i Paris. Ytterligare en icke-auktoriserad bearbetning dök upp i Wien 1854 med titeln Il viaggio a Vienna med anledning av bröllopet mellan kejsare Frans Josef I och Elisabeth av Bayern.
Länge ansågs partituret till operan vara försvunnet. Delar av musiken hade Rossinis änka Olympe Pélissier testamenterat till sin läkare Vio Bonato. Därefter hamnade det hos Conservatorio di Santa Cecilia i Rom, men katalogiserades felaktigt. Först i mitten av 1970-talet återupptäcktes partituret och med hjälp av de bearbetade versionerna i Paris och Wien kunde den amerikanske musikologen Philip Gossett rekonstruera operan och ge ut en kritisk utgåva. Operan framfördes på Rossini Opera Festival i Pesaro 1984 under ledning av Claudio Abbado.
Operan hade svensk premiär den 13 juli 1992 på Ystadoperan.

## Personer
- Madame Cortese, värdinna för ett kurhotell i Tyrolen (sopran)
- Contessa di Folleville, en ung änka (sopran)
- Corinna, berömd poetissa från Rom (sopran)
- Marchesa Melibea, den polska änkan efter en italiensk general som dog på bröllopsnatten (alt)
- Conte di Libenskof, rysk general förälskad i Melibea (tenor)
- Chevalier Belfiore, vacker ung fransk officer och amatörmålare (tenor)
- Lord Sidney, engelsk koloniöverste hemligt förälskad i Corinna (bas)
- Don Alvaro, spansk amiral förälskad i Melibea (bas)
- Barone di Trombonok, tysk major och musikälskare (bas)
- Don Profondo, lärare och antikvitetsälskare, Corinnas vän (bas)
- Don Prudenzio, kurdoktor (bas)
- Modestina, Contessa di Follevilles kammarjungfru (mezzosopran)
- Don Luigino, kusin till Contessa di Folleville (tenor)
- Maddalena, hotellhusfru från Normandie (mezzosopran)
- Antonio, maître d'hotel (baryton)
- Zefirino, kurir (tenor)
- Gelsomino, betjänt (tenor)
- Delia, ung grekisk flicka som är Corinnas resesällskap (sopran)

## Handling
På kurhotellet "Gyllene Liljan" i Plombières-les-Bains samlas ett förnämt internationellt sällskap på väg till Karl X:s kröning i Reims den 29 maj 1825. Sällskapet blir fast på hotellet eftersom det inte går att skaffa hästar för den sista etappen till Reims, men i stället firar de kröningen med en bankett där var och en utbringar en skål för den kungliga familjen i sin nationella stil och slutligen förenas i en hyllning till Frankrike och den nye kungen.

## Musiken
Orkestern består av:
- Träblås: tre flöjter (två piccolaflöjter), två oboer, två klarinetter, två fagotter
- Bleckblås: fyra valthorn, två trumpeter, tre tromboner, serpent
- Slagverk: pukor, bastrumma, cymbal, triangel
- Harpa
- Stråkar
- Basso continuo
- Scenmusik: blåsarensemble

Operan innehåller följande musiknummer:
Trots att operan består av en enda stor akt händer det att den delas in i tre akter.
Akt I
- Nr. 1. Introduktion (Maddalena och kör): "Presto, presto... su, coraggio!" (Scen 1) 
  - Aria (Madama Cortese): "Di vaghi raggi Adorno" (Scen 3)
- Nr. 2. Accompagnato-recitativ och aria (Contessa di Folleville): "Ahimè! sta in gran pericolo" – "Il mio male capir voi non potete" (Scen 6)
- Nr. 3. Sextett (Barone di Trombonok, Antonio, Don Profondo, Don Alvaro, Marchesa Melibea, Conte di Libenskof): "Sì, di matti una gran gabbia" (Scen 8) 
  - Andante AsS-Dur/ass-Moll (Conte di Libenskof, Don Alvaro): "Non pavento alcun periglio" (Scen 11)
  - Andantino F-Dur (Corinna): "Arpa gentil, che fida" (Scen 11)

Akt II
- Nr. 4. Scen och aria (Lord Sidney och kör): "Ah! perché la conobbi?" – "Invan strappar dal core" (Scen 12)
- Nr. 5. Accompagnato-recitativ och duett (Cavaliere Belfiore, Corinna): "Sola ritrovo alfin la bella dea" – "Nel suo divin sembiante" (Scen 15)
- Nr. 6. Aria (Don Profondo): "Medaglie incomparabili" (Scen 16)
- Nr. 7. Gran pezzo concertato a 14 voci: "Ah! A tal colpo inaspettato" (Scen 19)

Akt III
- Nr. 8. Scene och duett (Conte di Libenskof, Marchesa Melibea): "Di che son reo?" – "D'alma celeste, oh dio!" (Scen 23)
- Nr. 9. Final (Scen 26) 
  - Ritornell
  - Kör: "L'allegria è un sommo bene"
  - Tysk hymn: "Or che regna fra le gente" (Barone di Trombonok)
  - Polsk: "Ai prodi guerrieri" (Marchesa Melibea)
  - Rysk hymn: "Onore, gloria ed alto omaggio" (Conte di Libenskof)
  - Spansk sång: "Omaggio all'augusto duce" (Don Alvaro)
  - Engelsk sång: "Del grand'Enrico" (Lord Sidney)
  - Fransk sång: "Madre del nuovo Enrico" (Cavaliere Belfiore, Contessa di Folleville)
  - Tyrolsk: "Più vivace e più fecondo" (Madama Cortese, Don Profondo)
  - Improviserad strofsång: "All'ombra amena" (Corinna)
  - Kör: "Viva il diletto augusto regnator"

Operan saknar ouvertyr, men den som ibland spelas som sådan bygger på ett balettinslag från en av Rossinis franska operor och är ett 1900-talspåfund. Eftersom orkestern på Comédie-Italienne var förstärkt med musiker från Parisoperan till premiären kunde Rossini skriva ett relativt avancerat partitur. På samma sätt kunde han använda sångarnas färdigheter i den italienska operatraditionen kunde han likaledes göra intrikata utsmyckningar vad gällde sångnumren. En av operans höjdpunkter är slutet på "akt II", Gran pezzo concertato a 14 voci. Efter en långsam inledning följer en final i form av en cabaletta i vilken alla personer reagerar på handlingen. Effekten som Rossini skapar med hjälp av 14 röster gör sig bäst i crescendot som avslutar hela ensemblenumret. Den första frasen sjungs av två röster, den andra av nio och den tredje av alla 14.
Finalens olika nationella hyllningsskålar är hämtade antingen från patriotiska nationalhymner eller byggda på nationell musikstil. Bland melodierna som hörs märks Joseph Haydns Gott erhalte Franz den Kaiser, God Save the Queen och den franska Charmante Gabrielle. De åtföljs av en polsk polonäs, en rysk hymn, en spansk sång, samt en tyrolervisa komplett med joddling.